# Katastrofa lotnicza nad Złoczowem
Katastrofa lotnicza nad Złoczowem wydarzyła się 3 maja 1985. Samolot Tupolew Tu-134A, który obsługiwał rejs z Tallinna do Kiszyniowa z międzylądowaniem we Lwowie zderzył się z wojskowym samolotem Antonow An-26 podczas zniżania na lwowskie lotnisko. 

## Przebieg wydarzeń
Samolot o godzinie 10:38 wystartował z portu lotniczego w Tallinnie. W tym samym czasie, gdy Tu-134 zaczął zniżanie do lwowskiego portu lotniczego (międzylądowanie), z lotniska tego wystartował wojskowy An-26. Na wysokości 13000 stóp (ok. 3930 m) doszło do zderzenia się obydwu samolotów. Oba straciły prawe skrzydła oraz stateczniki poziome. Piloci obu maszyn stracili całkowitą kontrolę nad nimi. Samoloty spadły po ok. 2 minutach na ziemię w miejscowości Złoczów na Ukrainie.

## Śledztwo
Śledztwo wykazało błędy w pracy kontrolerów ruchu lotniczego. Główną przyczyną katastrofy było złe kierowanie samolotów przez kontrolerów, przez co doszło do zderzenia. Kontroler P.A. Sawczuk został uznany za głównego winnego. Dwa tygodnie później znaleziono go martwego w więziennej celi.

## Ofiary katastrofy
Wśród ofiar katastrofy był m.in. estoński tenisista stołowy Alari Lindmäe, dwaj generałowie radzieckiego wojska, kapitan Aerofłotu Nikołaj Dmitrijew, który był jednym z najbardziej utalentowanych radzieckich pilotów oraz Walery Bykowski, zastępca dowódcy An-26, syn kosmonauty Walerija Bykowskiego.